# Lada Ricksha
LADA Ricksha — концепт российского электромобиля.
Является продолжением линейки гольф-каров. В отличие от предыдущих моделей, кузов претерпел некоторые изменения — из-за переноса батарей в базу, под ноги пассажиров, увеличилась посадочная высота и при этом уменьшился центр тяжести машины. Задний пассажирский диван был развёрнут назад. Лобовое стекло дополнилось стеклоочистителем, над головой экипажа устанавливался съёмный тент, также появился головной свет и задние фонари. Технические характеристики остались аналогичными предыдущим модификациям.
Впервые образец был продемонстрирован на Московском автосалоне в 2002 году.

## Галерея

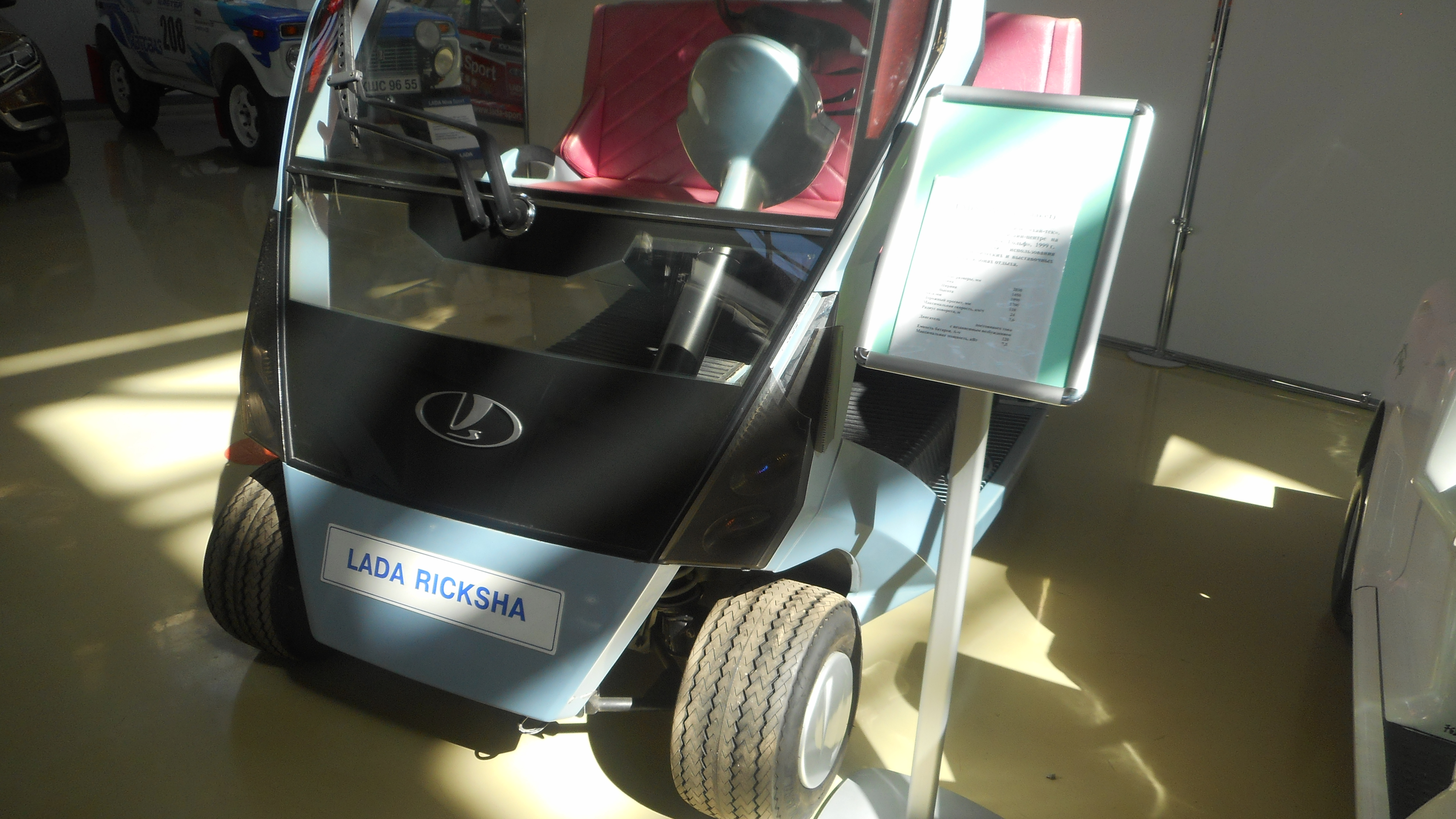
LADA Ricksha, Тольятти, музей истории ВАЗа, 2018 г.
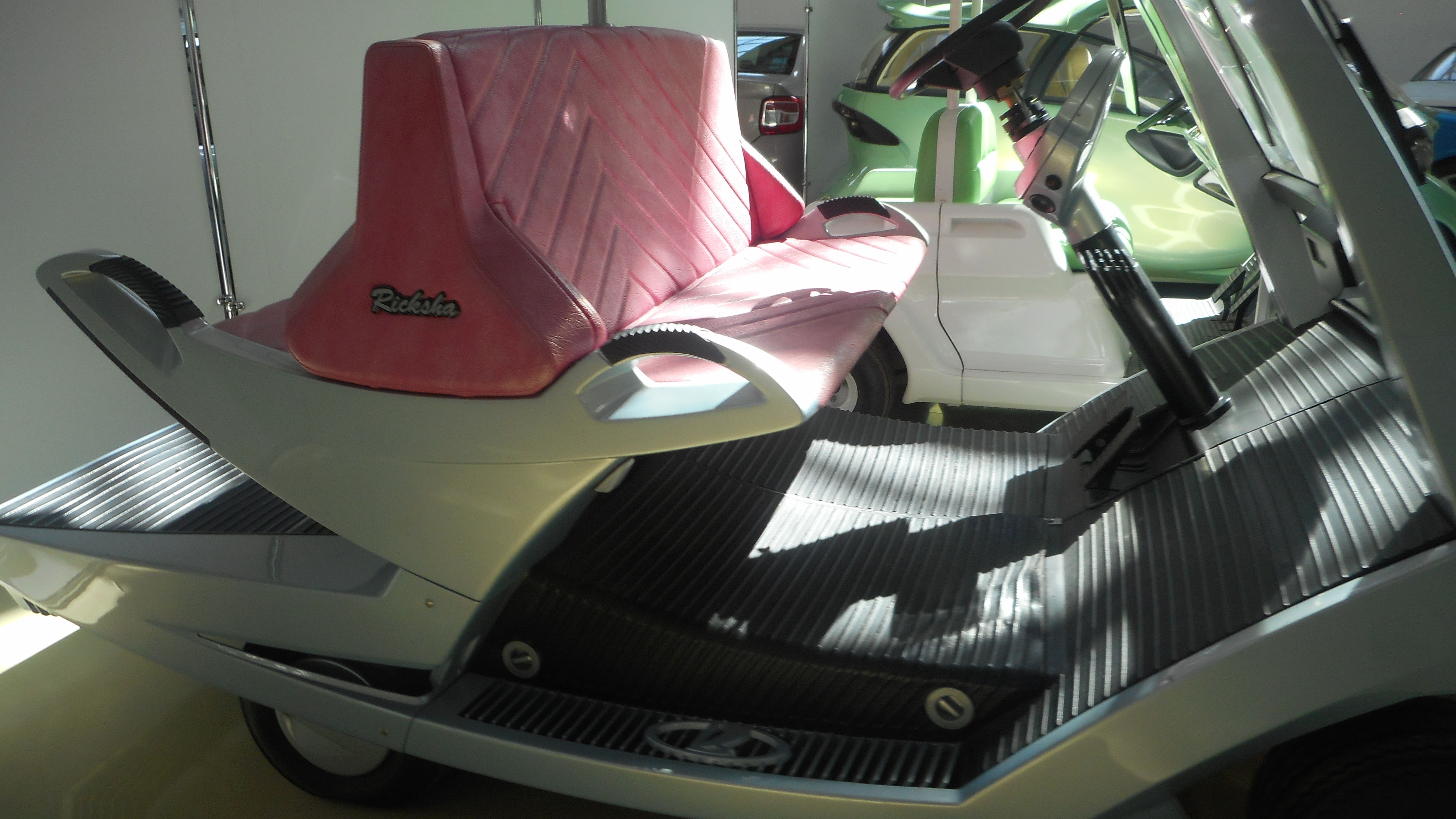
LADA Ricksha, Тольятти, музей истории ВАЗа, 2018 г.
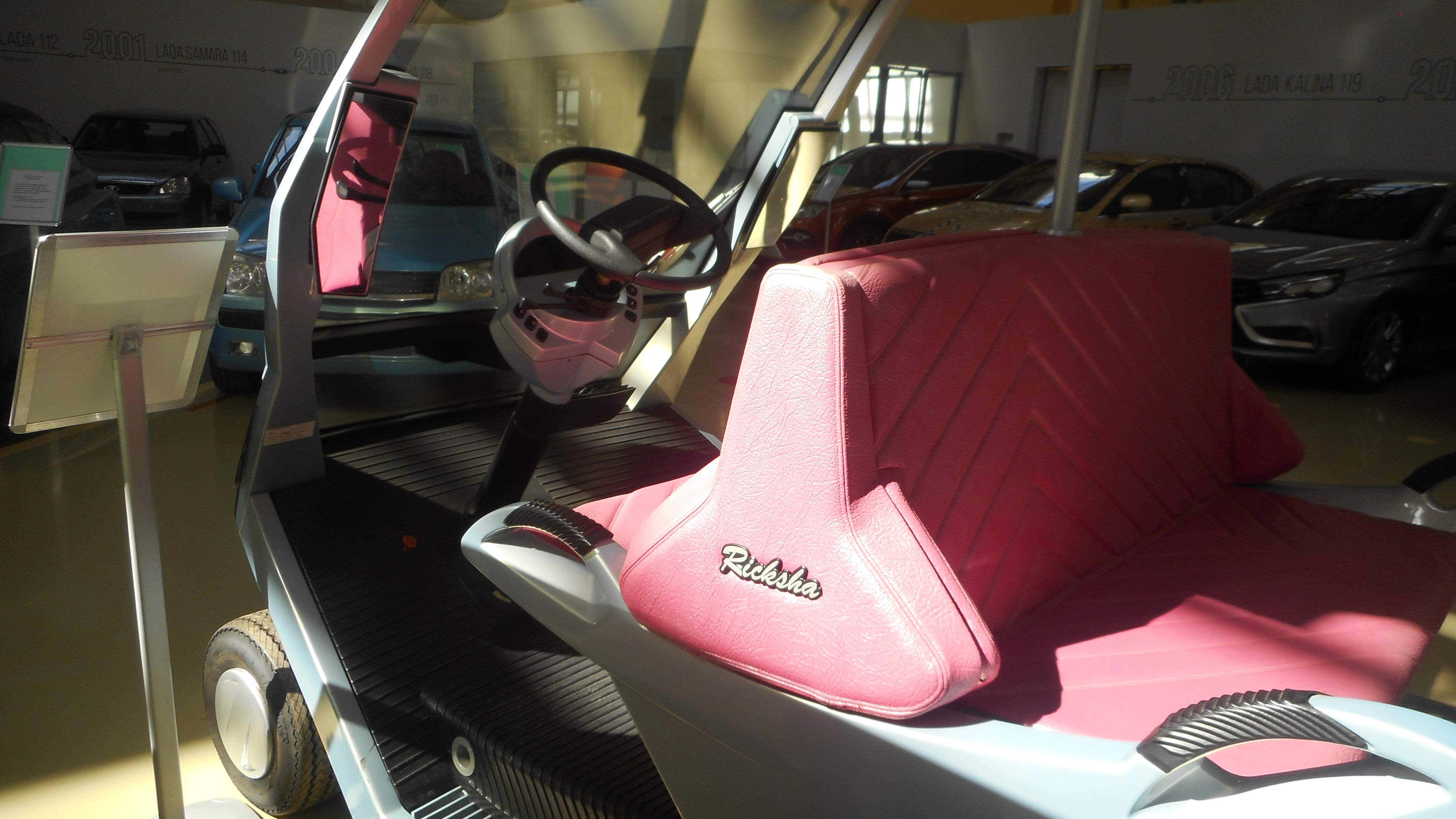
LADA Ricksha, Тольятти, музей истории ВАЗа, 2018 г.
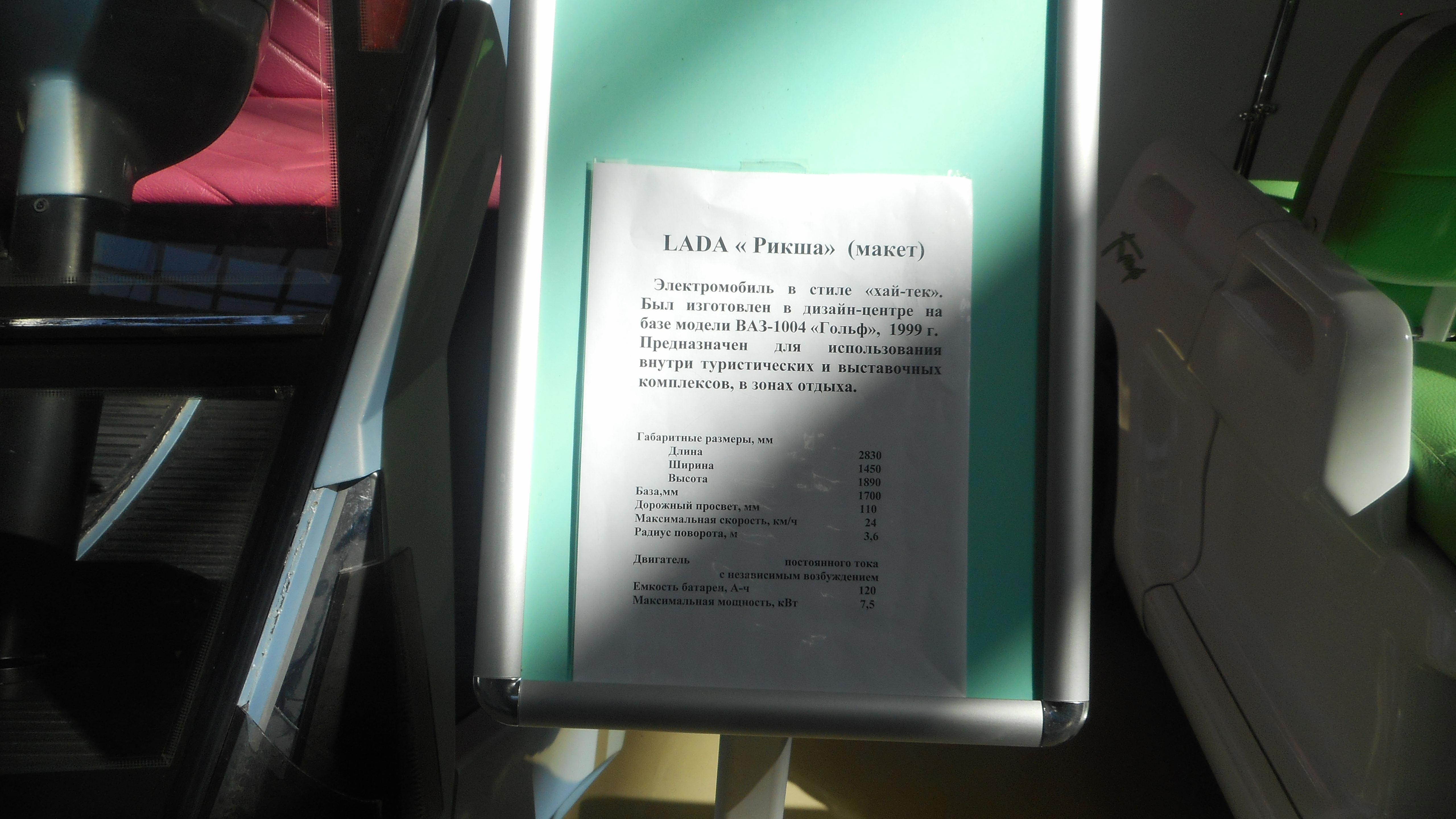
LADA Ricksha, Тольятти, музей истории ВАЗа, 2018 г.